# Michail Babičaŭ
Michail Anatolevič Babičaŭ (in bielorusso Міхаіл Анатолевіч Бабічаў?; Pastavy, 2 febbraio 1995) è un calciatore bielorusso, centrocampista svincolato.

## Carriera

### Club
Ha giocato nella prima divisione dei campionati bielorusso e lettone.

### Nazionale
Ha giocato nella nazionale bielorussa Under-21.